# Thylacinus cynocephalus
Il tilacino (Thylacinus cynocephalus Harris, 1808), noto anche coi nomi di tigre della Tasmania, lupo della Tasmania o lupo marsupiale o ancora lupo australe, era un marsupiale carnivoro estinto vissuto in Australia, Tasmania e Nuova Guinea.
Estintosi durante la prima metà del XX secolo, il tilacino rappresentava l'ultima specie vivente della famiglia Thylacinidae, nonché il marsupiale carnivoro di maggiori dimensioni, e, fino a circa 3500 anni fa (data stimata dell'arrivo del dingo in Australia) anche il predatore oceaniano di maggiori dimensioni in assoluto.
Il tilacino era un superpredatore, cioè all'apice della catena alimentare. Dopo la sua estinzione in Australia, sopravvisse in Tasmania fino agli anni trenta, insieme ad altre specie endemiche come il diavolo della Tasmania.
Pur somigliando in maniera notevole a un cane, specialmente per la conformazione del cranio, l'ultimo antenato comune fra canidi e tilacinidi risale a circa 160 milioni di anni fa, risultando uno dei casi più emblematici di convergenza evolutiva. Le specie esistenti ad esso più prossime filogeneticamente sono il già citato diavolo della Tasmania e il numbat.
Probabilmente scomparso in Australia continentale già prima dell'arrivo dei coloni europei, il tilacino sopravvisse in Tasmania dove, come il lupo in Europa, venne considerato un animale nocivo per gli allevamenti di bestiame e cacciato dai coloni. Questo fenomeno, incentivato dal sistema di taglie sugli animali uccisi, unito all'alterazione dell'habitat e alla competizione col dingo, portarono la specie all'estinzione nel 1936, lo stesso anno in cui la specie venne dichiarata protetta dal governo australiano.

Grazie alla presenza di un gran numero di resti ben conservati e all'avanzamento delle tecniche genetiche, il tilacino è una delle specie candidate per la clonazione. Non mancano inoltre in Australia o in Tasmania numerosi presunti avvistamenti della specie e gli scienziati continuano a cercarla, nella speranza che sia sopravvissuta in natura.

## Descrizione

### Dimensioni

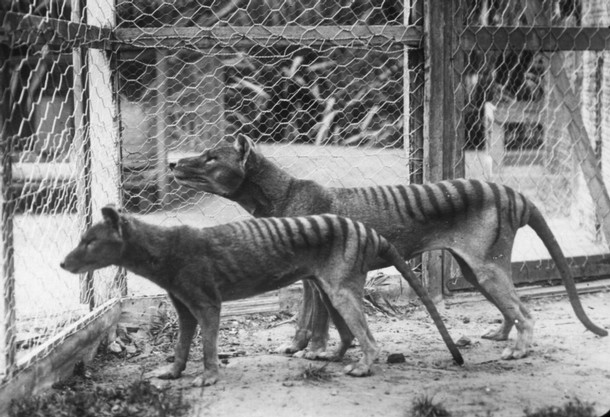
Coppia di tilacini allo zoo di Hobart nel 1921: maschio in secondo piano.

I dati sulle dimensioni di questi animali sono piuttosto variabili, in virtù del fatto che la maggior parte degli esemplari conservati sono cuccioli e si dispone solo di animali impagliati, scheletri e fotografie in bianco e nero per estrapolare i dati.
Si stima che un esemplare maturo misurasse circa 100–130 cm di lunghezza, cui vanno sommati 50–65 cm di coda: ne risulta che i tilacini di maggiori dimensioni fossero lunghi anche due metri. L'altezza alla spalla raggiungeva i 60 cm, mentre il peso si attestava attorno ai 20–30 kg..
Il dimorfismo sessuale in questa specie era piuttosto evidente in quanto i maschi erano visibilmente più grossi e robusti rispetto alle femmine a parità d'età.

### Aspetto

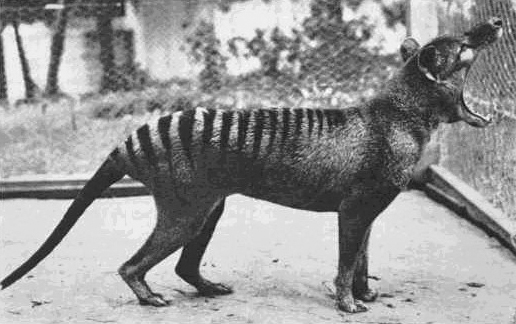
L'ultimo tilacino sbadiglia mostrando l'incredibile capacità di apertura delle fauci.

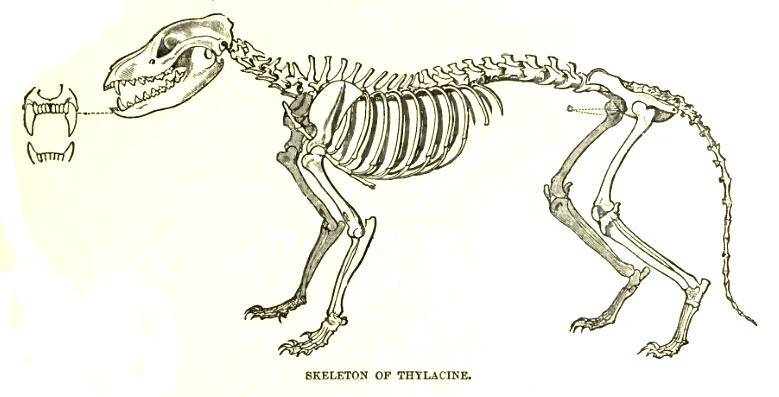
Illustrazione di scheletro di tilacino: notare l'improvvisa curvatura della spina dorsale e l'aspetto simile a quello di un canide.

Come intuibile dal nome comune, il lupo marsupiale somigliava nel suo quarto anteriore ad un grosso cane a pelo corto, con piccole orecchie appuntite: la parte posteriore del corpo si incurvava bruscamente verso il basso, con una coda lunga e spessa che si estendeva dal corpo come quella dei canguri. Questo strano effetto di gibbosità ha fatto sì che molti dei primi europei a vedere questo animale lo abbiano paragonato alle iene piuttosto che ai cani, anche in virtù della colorazione striata.

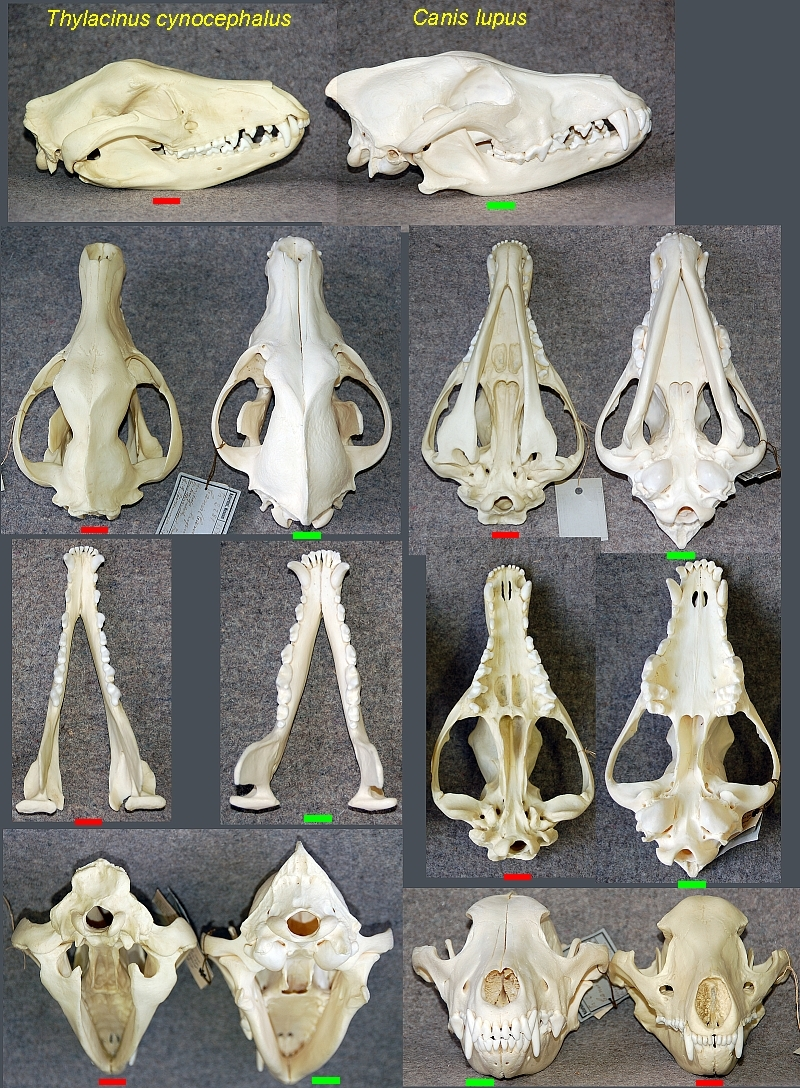
Comparazione fra crani di tilacino (sin) e lupo (dx).

Il cranio del tilacino somigliava in maniera impressionante a quello dei canidi e ancor più specificatamente a quello di una volpe, al punto che Richard Dawkins raccontava aneddoticamente che molti studenti di zoologia dell'Università di Oxford venivano regolarmente tratti in inganno e rimandati alla sessione d'esami successiva presentando loro un cranio di tilacino che veniva puntualmente confuso con un cane o viceversa. Tale somiglianza non era dovuta a un'effettiva parentela fra i due animali, anzi viceversa gli antenati dei canidi e dei tilacini avevano cominciato a divergere svariate decine di milioni di anni fa, quanto piuttosto a un fenomeno di convergenza evolutiva, molto facilmente osservabile in un ambiente insulare e isolato com'è l'Australia, secondo il quale specie anche lontane filogeneticamente ma sottoposte a stimoli ambientali simili sviluppano adattamenti simili.
Comparando attentamente i due crani emergono alcune differenze che permettono una distinzione agevole:
- l'area frontale del tilacino appare più ampia rispetto a quella dei canidi in generale;
- le arcate zigomatiche dei due animali hanno conformazione differente;
- sul palato duro del tilacino sono presenti due forami (vacuità maxillo-palatine) tipici dei marsupiali e assenti nei canidi;
- la dentizione è piuttosto dissimile, in quanto i tilacini presentano 46 denti[8], di cui otto incisivi superiori contro i sei dei canidi e mancano di denti carnassiali, tipici dei carnivori placentati. Anche la forma dei molari è differente nei due animali, in quanto quelli del tilacino sono meno specializzati nella triturazione del cibo;

Il tilacino era in grado di spalancare le proprie fauci fino a oltre 120 gradi, caratteristica unica fra i mammiferi.

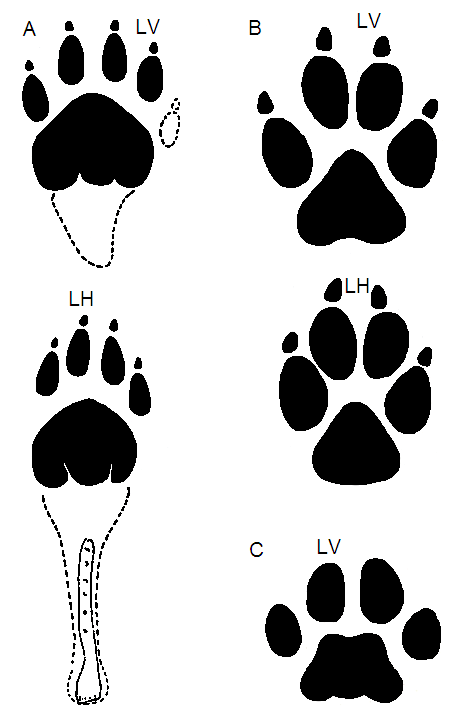
Comparazione fra orme di tilacino (sin), cane (dx, alto) e gatto (dx, basso).

Le zampe posteriori presentavano quattro dita, mentre le zampe anteriori erano munite di cinque dita (quattro poggianti sul terreno e uno laterale, che veniva probabilmente utilizzato dall'animale per trattenere e maneggiare il cibo, similmente a quanto fanno i cani o il diavolo della Tasmania): ciascun dito era munito di robusti artigli non retrattili. La zampa poggiava su un cuscinetto carnoso trilobato, caratteristica questa che (assieme al fatto che le orme erano generalmente poste in due linee quasi parallele) permetteva di distinguere in maniera piuttosto agevole le tracce di tilacino da quelle di altri animali, come cani, volpi o diavoli della Tasmania.

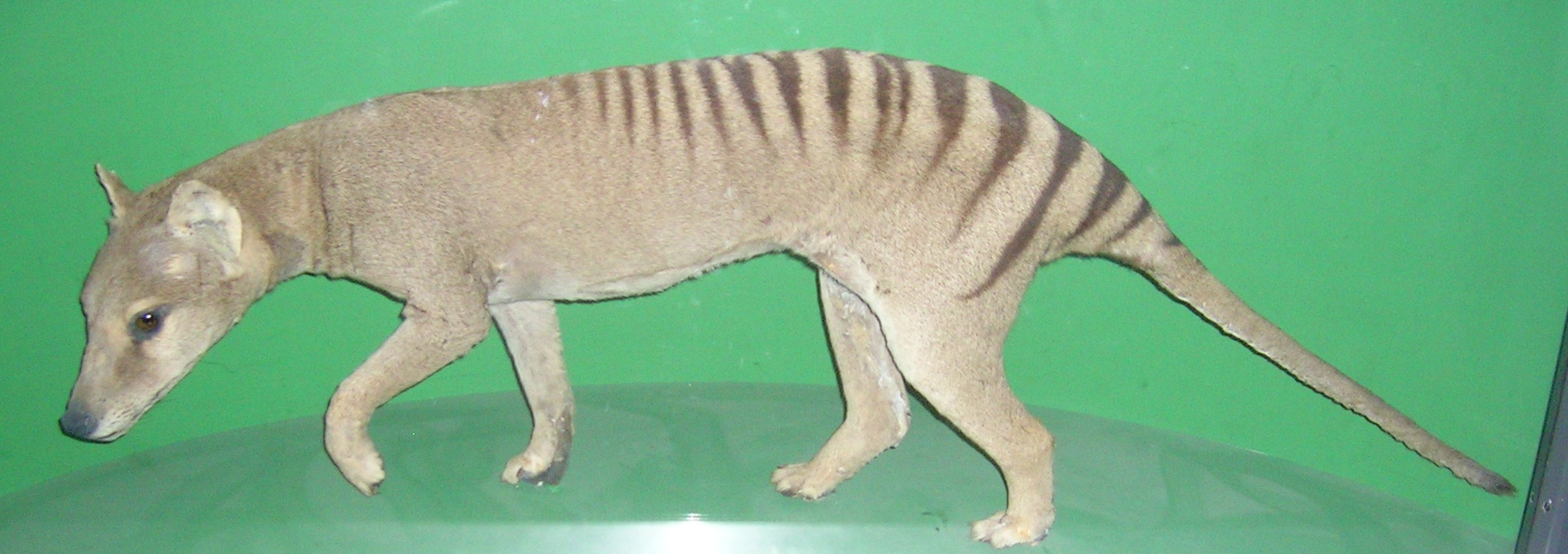
Un esemplare impagliato nel Museo di storia naturale di Oslo permette di osservare la colorazione dell'animale in vita.

Il pelo era denso e soffice, lungo circa 15 mm: il colore seguiva le varie tonalità del fulvo, dal crema al bruno scuro, mantenendosi più chiara sul ventre rispetto al dorso. Sulla parte posteriore del dorso era presente una caratteristica tigratura (da cui l'altro nome comune di "tigre marsupiale" con cui questo animale è conosciuto), ben marcata e nera nei giovani, più sbiadita man mano che l'animale invecchiava: la tigratura dorsale aveva verosimilmente funzione mimetica per l'animale, ma si pensa che potesse anche essere utilizzata dai vari esemplari a fini identificativi. Una leggenda aborigena narra che all'alba dei tempi il tilacino fosse sprovvisto di striature dorsali, ma che se le procurò nel tentativo di avvertire il Bunyip, il canguro, l'ornitorinco ed il Grande Uccello dell'approssimarsi di un incendio.
Nei giovani era inoltre presente un pennacchio di peli più lunghi sulla punta della coda, che spariva con l'età adulta.

## Biologia
Si conosce molto poco riguardo alle abitudini del tilacino: la maggior parte dei dati sono stati ottenuti da animali in cattività o da testimonianze aneddotiche dei coloni, risalenti perlopiù alla prima metà del XX secolo (quando il destino della specie era già segnato e non ne rimanevano che pochi esemplari), le quali a volte risultano anche atipiche (ad esempio la maggior parte degli avvistamenti e delle osservazioni di tilacini sono state fatte di giorno).
Molto verosimilmente il tilacino era un animale dalle abitudini principalmente crepuscolari e notturne, che durante il giorno si riposava in cavità degli alberi o delle rocce, che esso stesso provvedeva a foderare con erba secca, muschio e fronde di felci. Mentre durante il giorno i tilacini preferivano rifugiarsi in aree collinari e ben ricoperte da vegetazione, durante le ore di attività essi tendevano a spostarsi in aree prative o cespugliose.
Tutti coloro che hanno lasciato testimonianze sul comportamento del tilacino lo definiscono un animale estremamente timido e riservato, con forte tendenza a evitare il contatto con l'uomo, pur mostrando di tanto in tanto curiosità, tuttavia ai tempi delle persecuzioni nei suoi confronti il tilacino veniva descritto come animale aggressivo e pericoloso.
Poco si conosce sulle abitudini sociali del tilacino: la maggior parte degli avvistamenti si riferiscono a singoli animali, tuttavia in cattività coppie o gruppi familiari di tilacini convivevano senza problemi. Probabilmente lo scarso numero di animali allo stato selvatico rimasti ai tempi delle osservazioni condotte faceva sì che essi si muovessero perlopiù isolati, fatto questo che alterava i loro comportamenti.

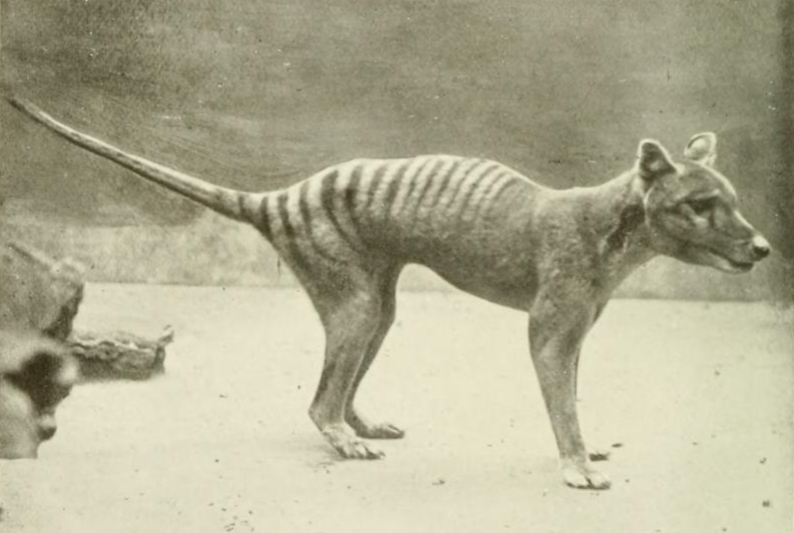
Un giovane tilacino in allerta nel 1910.

Questo animale presentava un'andatura abbastanza goffa, che lo rendeva piuttosto lento in corsa, tuttavia soprattutto in cattività sono stati osservati più volte tilacini muoversi saltellando sulle zampe posteriori, in maniera simile ai canguri. Si ritiene che quest'andatura servisse all'animale per allontanarsi velocemente in caso di pericolo. La coda lunga e forte, oltre che per bilanciare l'animale durante la corsa e il salto, risultava utile anche come "terza gamba" per poggiarvi il peso, permettendo ai tilacini di rimanere sulle zampe posteriori per brevi periodi.
Sono state descritte numerose vocalizzazioni per il tilacino, fra cui ringhi e soffi spesso preceduti da sbadigli quando l'animale era agitato, sospiri o abbaii, questi ultimi specialmente durante la caccia, per tenersi in contatto fra membri dello stesso gruppo ed un lungo e lamentoso latrato, probabilmente emesso per l'identificazione a distanza. Mancano però studi approfonditi condotti in merito.
Esiste inoltre discordia riguardo all'odore emesso dall'animale in vita: mentre alcuni descrivono i tilacini come animali dal caratteristico forte odore muschiato, altri parlano genericamente e in maniera neutra di un odore di animale, mentre altri non parlano di alcun odore in particolare: è possibile che, similmente al diavolo della Tasmania, anche il tilacino possedesse delle ghiandole odorifere che secernessero sostanze odorose quando l'animale era eccitato o agitato.

### Alimentazione

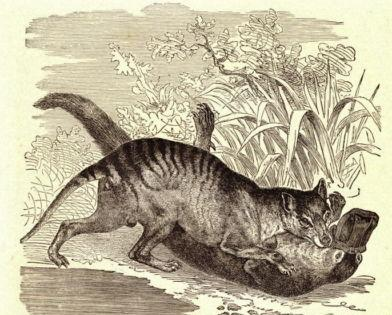
Un tilacino attacca un ornitorinco in un'illustrazione del 1854: non vi sono prove, tuttavia, che i tilacini predassero questi animali.

Il tilacino era un superpredatore, esclusivamente carnivoro. Il suo stomaco poteva estendersi per permettere all'animale di mangiare grandi quantità di carne in una sola volta: questo era probabilmente il risultato di un adattamento ai periodi in cui il cibo era scarso o introvabile. Per lo stesso motivo, similmente al diavolo orsino, il tilacino utilizzava probabilmente la grossa coda come deposito di grasso durante i periodi di abbondanza di cibo.
I primi studi su questo animale riportavano che esso si servisse per cacciare principalmente dell'olfatto, tuttavia recenti analisi della struttura cerebrale dimostrerebbero che il bulbo olfattivo non è particolarmente sviluppato nel tilacino, e che quindi l'odorato non avesse un ruolo particolarmente importante nella caccia, mentre l'animale verosimilmente si serviva perlopiù della vista e dell'udito.
Sebbene il tilacino venga generalmente visto come il corrispettivo marsupiale dei canidi, uno studio recente suggerirebbe che in realtà si trattava perlopiù di un predatore d'attesa come i felidi piuttosto che di un cacciatore attivo: anche le osservazioni condotte in cattività e le testimonianze di cacciatori dell'epoca sembrerebbero suggerire che era compito di alcuni membri del gruppo scegliere una preda e condurla in direzione di un altro individuo in agguato. In questo senso, basandosi sulle presunte modalità di caccia, piuttosto che "lupo marsupiale" sarebbe più appropriato per il tilacino il nome comune di "tigre della Tasmania".
Nonostante gli studi sugli esemplari conservati forniscano sempre più indizi sul tipo di dieta del tilacino, essa rimane oggetto di accesi dibattiti nella comunità scientifica. Fra le prede del tilacino probabilmente figuravano canguri, wallaby, vombati ed altri piccoli vertebrati, fra cui anche rettili e uccelli. Alcuni studiosi hanno suggerito che tra le possibili prede di questo animale vi fosse anche l'emù della Tasmania: si è addirittura supposto che l'abilità al salto dei tilacini fosse utile a questi animali per azzannare gli emù al collo e che l'estinzione degli emù della Tasmania attorno alla metà del XIX secolo abbia dato inizio al fatale declino della popolazione di lupi marsupiali.

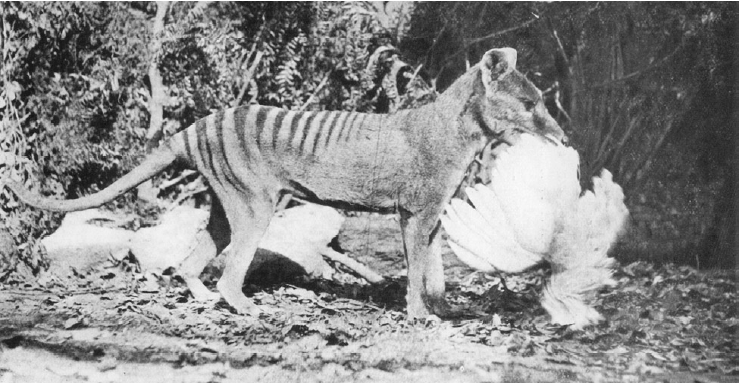
Questa famosa foto del 1921 rappresentò la prova che il tilacino era uno spietato cacciatore di pollame, legittimando le persecuzioni a opera dell'uomo: recentemente, però, si è scoperto che si trattava di un esemplare imbalsamato.

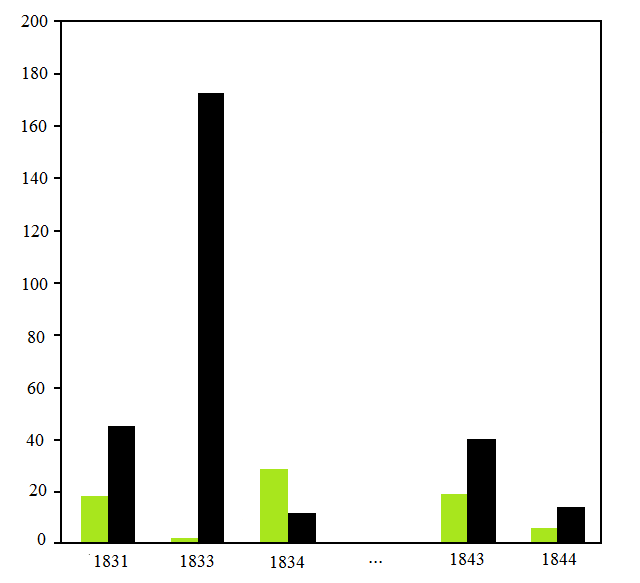
Stime del bestiame ucciso da tilacini (verde) e cani rinselvatichiti (nero) nel distretto rurale di Surrey Hills.

Fra i coloni europei il tilacino godeva della triste fama di implacabile predone di pollame e greggi, particolarmente sensibile all'odore del sangue: lo stesso Michael Sharland, illustre naturalista, sosteneva che animali che rifiutavano il cibo, anche vivo, acquistavano immediatamente appetito annusando del sangue. Gli esemplari in cattività accettavano senza problemi una gran varietà di cibi, dal coniglio al wallaby, al pollame, passando per la carne di manzo, pecora e cavallo.
Uno studio recente ha dimostrato tramite analisi computerizzate che le mascelle del tilacino erano sorprendentemente molto più deboli di quanto ci si aspettasse, al punto che se empiricamente si suppone un animale carnivoro in grado di sopraffare prede più o meno del suo stesso peso, un tilacino adulto del peso di 30 kg difficilmente era in grado di aver ragione di prede più pesanti di 5 kg: per questo motivo le possibili prede del tilacino erano soltanto piccoli animali come bandicoot e possum. Ciò li scagiona dalle accuse di essere decimatori di pecore, cosa che li rendeva molto suscettibili a cambiamenti ambientali anche minimi oltre a metterli in competizione diretta con altri predatori, come i dasiuri e il diavolo della Tasmania.

### Riproduzione

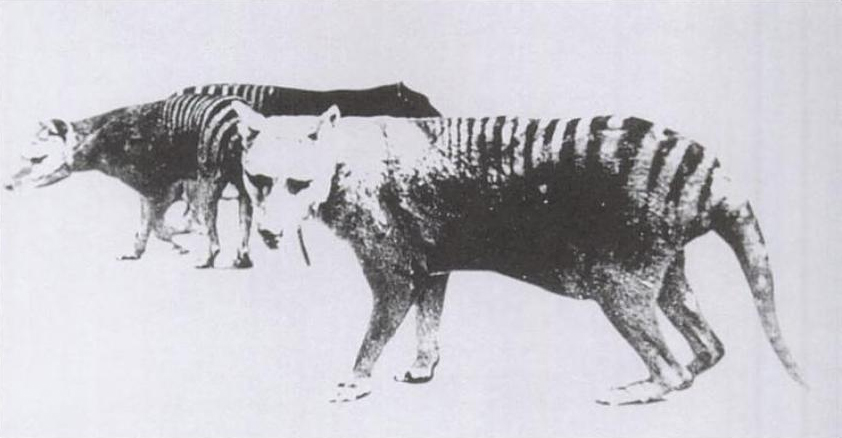
Una delle due sole foto in cui si vede una femmina di tilacino (in questo caso l'esemplare in primo piano) con marsupio esteso, segno della presenza di cuccioli all'interno.

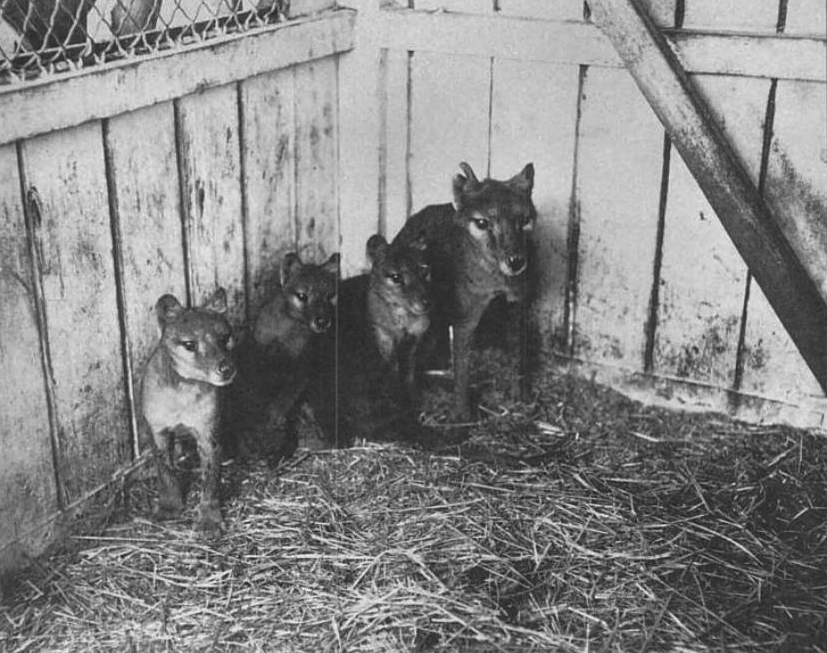
Femmina con cuccioli allo zoo di Hobart nel 1909.

In base alle osservazioni fatte sugli esemplari catturati, specialmente femmine con piccoli, si pensa che non vi fosse una stagione riproduttiva ben definita, ma che i tilacini fossero in grado di riprodursi durante tutto l'arco dell'anno, sebbene vi fosse un picco delle nascite fra l'inverno e la primavera australi. Il numero di cuccioli andava dai due ai quattro: come in tutti i marsupiali, anche nel tilacino i neonati erano molto poco sviluppati, ciechi e nudi, e la madre li ospitava per più di tre mesi nel marsupio, continuando a prendersene cura fino a quando non avessero raggiunto la maturità.
Il tilacino rappresenta una delle due specie di marsupiali, l'altra è lo yapok, e l'unica di marsupiale australiano in cui ambedue i sessi sono provvisti di marsupio: questa tasca, rivolta all'indietro, alloggiava quattro capezzoli e serviva per l'allevamento della prole, nel maschio essa funge da borsa scrotale.
Una volta lasciato il marsupio, i cuccioli erano soliti aspettare che la madre tornasse dalle battute di caccia nascosti fra la vegetazione o nelle tane.
È noto un unico caso di riproduzione in cattività per questa specie, avvenuto nel 1899 nello zoo di Melbourne.
La speranza di vita di questi animali allo stato selvatico era di circa 5-7 anni, mentre in cattività difficilmente i tilacini superavano i nove anni d'età.

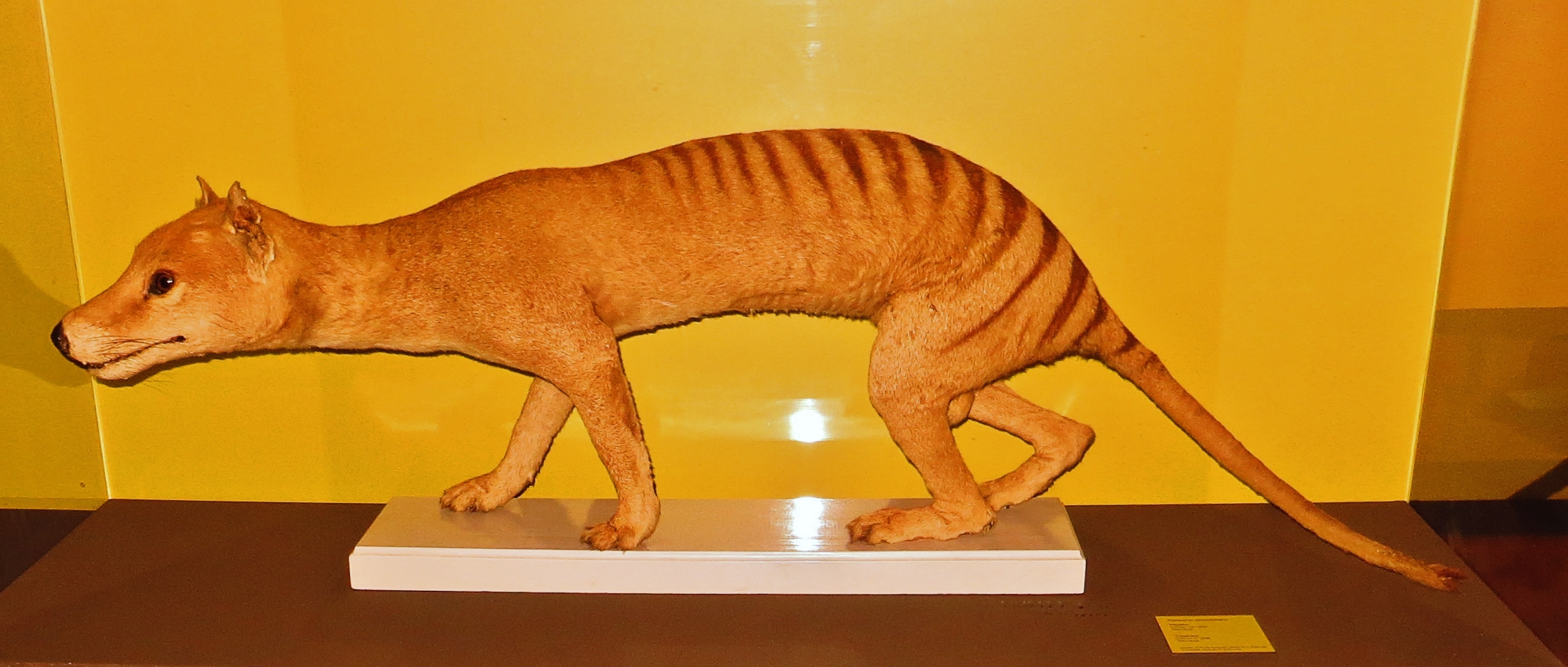
Esemplare di tilacino esposto al MUSE di Trento durante la mostra Estinzioni del 2016

## Distribuzione e habitat
Inizialmente considerato una specie endemica della Tasmania, in base alle pitture rupestri si è ipotizzato che l'areale del tilacino, almeno fino a tempi preistorici, si estendesse anche al resto dell'Australia e alla Nuova Guinea. La prova inconfutabile dell'esistenza di questo animale in Australia fino a tempi relativamente recenti è stata il ritrovamento di una carcassa mummificata di tilacino in una caverna della piana di Nullarbor nel 1990, datata a circa 3300 anni fa.
Si pensa che il tilacino in Australia abitasse di preferenza le foreste secche di eucalipto, le aree cespugliose e le praterie erbose, mentre le popolazioni tasmaniane prediligevano le lande costiere, scelte in seguito anche dai coloni europei per pascolare il bestiame.

## Tassonomia
Il tilacino era molto presente nell'arte aborigena, essendo raffigurato in numerose pitture rupestri sparse in giro per l'Australia e risalenti anche a 3000 anni fa: quando gli europei scoprirono l'isola-continente, il lupo marsupiale era già scomparso da tempo. Bisogna aspettare il 1642, con la scoperta della Tasmania da parte di Abel Tasman, per avere notizie di impronte di "una bestia sconosciuta con zampe simili a una tigre". Il primo a parlare esplicitamente dell'avvistamento di un "gatto-tigre" fu Dufresne nel 1772, sebbene l'animale menzionato potrebbe anche essere un dasiuro: la prima menzione sicura di un tilacino risale al 13 maggio 1792 e venne redatta da Labilliardére, naturalista al seguito della spedizione di D'Entrecasteaux, anche se per avere una descrizione dettagliata dell'animale bisognerà aspettare il 1805, quando il governatore William Paterson ne farà una per il Sydney Gazette.

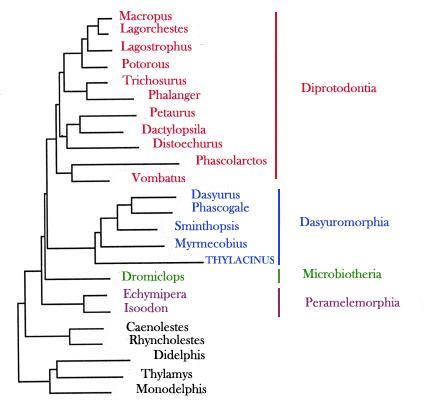
Posizione tassonomica del genere Thylacinus nell'ambito dei marsupiali.

La descrizione scientifica del tilacino fu a cura di George Harris e risale al 1808, cinque anni dopo la fondazione della prima colonia europea in Tasmania. Harris classificò il tilacino nel genere Didelphis col nome di D. cynocephala, sottintendendone una parentela con gli opossum americani. Solo due anni dopo, tuttavia, il lupo marsupiale venne riclassificato nel genere Dasyurus, creato nel 1796 da Geoffroy Saint-Hilaire per ospitare i marsupiali carnivori australiani: per risolvere il conflitto di genere (essendo Didelphis un nome femminile e Dasyurus nome maschile) la specie venne rinominata al maschile D. cynocephalus.
Nel 1824 Temminck ascrisse il tilacino a un proprio genere monospecifico, Thylacinus, col nome definitivo di Thylacinus cynocephalus.
Il nome scientifico del tilacino deriva dall'unione delle parole greche θύλακος (thýlakos, "tasca", in riferimento al marsupio) e κύων (kýōn, "cane") per quanto riguarda il genere e κύων con κεφαλή (kephalḕ, "testa") per quanto riguarda la specie, col significato di "marsupiale con testa di cane". Il nome comune tilacino è di diretta derivazione dal nome scientifico, mentre gli altri nomi comuni con cui la specie era conosciuta, "lupo marsupiale" / "lupo della Tasmania" o "tigre marsupiale" / "tigre della Tasmania, si riferiscono rispettivamente all'aspetto dell'animale e all'areale che esso occupava. Gli aborigeni della Tasmania chiamavano questo animale coorinna, loarinna, laoonana o lagunta, tuttavia nessuno di questi nomi è stato preso in considerazione per divenire nome comune della specie
Nell'ambito dei Dasyuromorphia, il tilacino occuperebbe un clado molto basale e ben distinto dagli altri, vicino al diavolo della Tasmania e al formichiere marsupiale.
I primi tilacini propriamente detti apparvero circa 4 milioni di anni fa: i fossili più antichi ascrivibili a questa specie appartengono a vari esemplari rinvenuti a Riversleigh, nel Queensland nord-occidentale
.

## L'estinzione

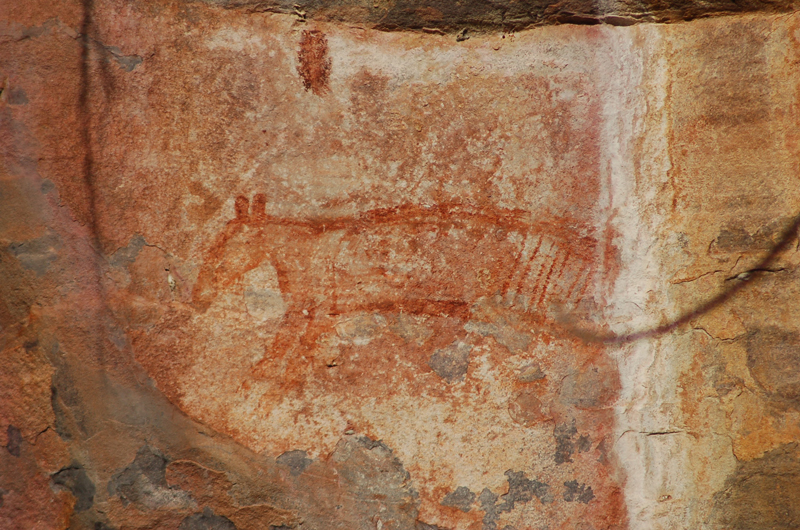
Una pittura rupestre aborigena a Ubirr, nel parco nazionale Kakadu: fino a tempi preistorici, i tilacini abitavano anche l'Australia continentale.

Si stima che il tilacino sia quasi completamente scomparso dall'Australia continentale almeno 2000 anni fa, e probabilmente ancora prima dalla Nuova Guinea; vengono tuttavia considerate attendibili testimonianze di avvistamenti di questi animali in Australia Meridionale (Monti Flinders) e Nuovo Galles del Sud (Blue Mountains) sia da parte di aborigeni australiani sia di coloni europei fino al 1830.

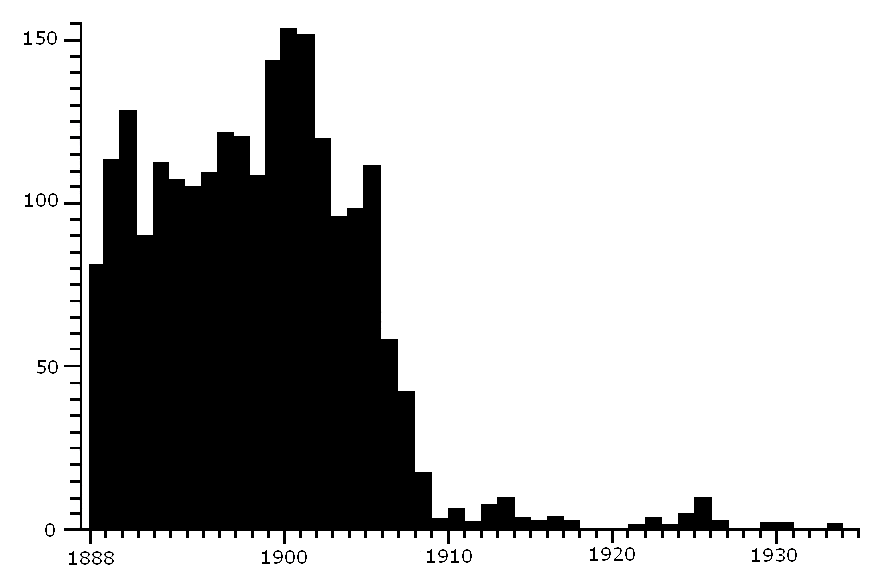
Diagramma illustrante il rapido declino del tilacino, fino all'estinzione: i dati si basano su uccisioni e catture riportate negli anni.

Fra le cause della scomparsa del tilacino dall'Australia continentale (ed in seguito della sua completa estinzione) la più citata e generalmente considerata attendibile è l'arrivo del dingo al seguito dell'uomo: tuttavia, specialmente negli ultimi anni questa ipotesi ha perso molta della sua centralità, in quanto si pensa che le due specie non competessero attivamente fra loro (sia perché i dingo sono animali diurni mentre i tilacini erano prevalentemente notturni, sia perché il target di prede era probabilmente diverso nelle due specie), e che in caso di scontri il dingo, più grosso e forte, avrebbe probabilmente avuto la meglio.

Assieme all'arrivo del dingo, anche la presenza umana fu determinante per la scomparsa del tilacino dall'Australia, così come più in generale per l'estinzione di circa il 90% della megafauna australiana nel tardo Quaternario. Non in maniera diretta, ossia attraverso la caccia, quanto piuttosto si pensa per i cambiamenti effettuati sull'ecosistema australiano, ai quali il tilacino mostrava una particolare vulnerabilità: ne è la prova il fatto che per un buon lasso di tempo, vale a dire finché tali cambiamenti non avvennero, il tilacino continuò a sopravvivere accanto all'uomo, mentre altre specie, cacciate attivamente, andavano incontro all'estinzione una dopo l'altra.

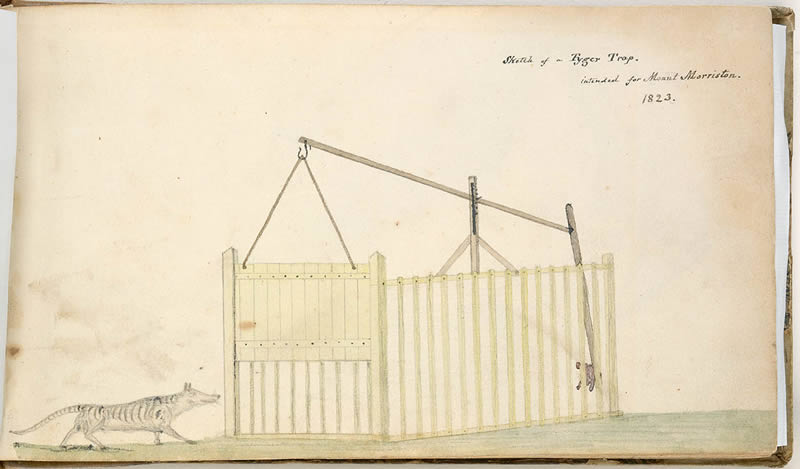
Illustrazione del 1823 di una trappola per tilacini.

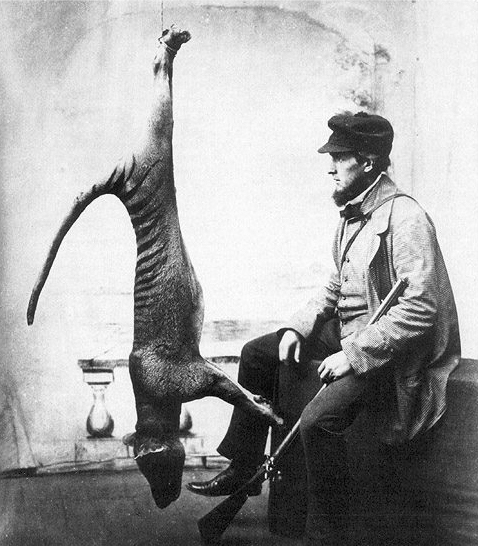
Un cacciatore con un tilacino abbattuto: il sistema di taglie accelerò la scomparsa di questi animali.

La specie sopravvisse tuttavia in Tasmania: all'arrivo dei primi coloni europei sull'isola, l'animale sembrava essere più comune nel centro-nord dell'isola. Nonostante a causa della sua natura timida e delle abitudini notturne gli avvistamenti fossero rari, ben presto il tilacino guadagnò la fama di ladro di bestiame, e non tardarono ed essere adottati sistemi di taglie sui capi uccisi: già nel 1830 la compagnia della Terra di Van Diemen introdusse le prime ricompense, mentre fra il 1888 ed il 1909 il governo tasmaniano pose una taglia di un dollaro australiano (circa 120 euro attuali) per ciascuna testa di adulto e dieci scellini per cucciolo, pagandone in totale 2184, sebbene si pensi che il numero di animali uccisi fosse ben più consistente.
Alla caccia spietata a cui i tilacini venivano sistematicamente sottoposti si sommava la competizione con i cani introdotti dall'uomo, la perdita dell'habitat, la sparizione di molte delle prede di questo animale (anch'esse cacciate dall'uomo e dai predatori introdotti) e un'epidemia di cimurro.
Per la somma di tutte le cause summenzionate, il tilacino era diventato estremamente raro e già a partire dagli anni '20 gli avvistamenti di questo animale erano divenuti un evento quasi eccezionale, tanto che già dal 1901 erano sorti comitati che chiedevano maggiore protezione per questa specie; accortasi di ciò, nel 1928 la commissione per la fauna nativa della Tasmania emise un apposito decreto di protezione di questi animali, proponendo l'istituzione di un'area protetta dove ospitarli fra i fiumi Arthur e Pieman.

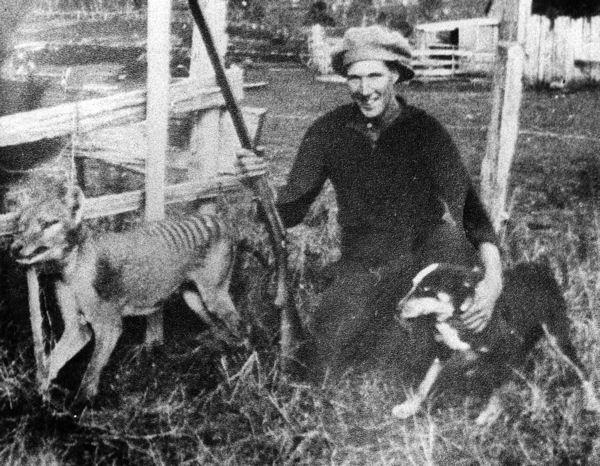
Wilf Batty con l'ultimo tilacino selvatico da lui ucciso.

L'ultima uccisione di un tilacino selvatico avvenne nel 1930 a opera del fattore Wilf Batty nella porzione nord-orientale dell'isola: Batty sparò all'animale, probabilmente di sesso maschile, dopo averlo osservato aggirarsi per alcune settimane per la sua tenuta.

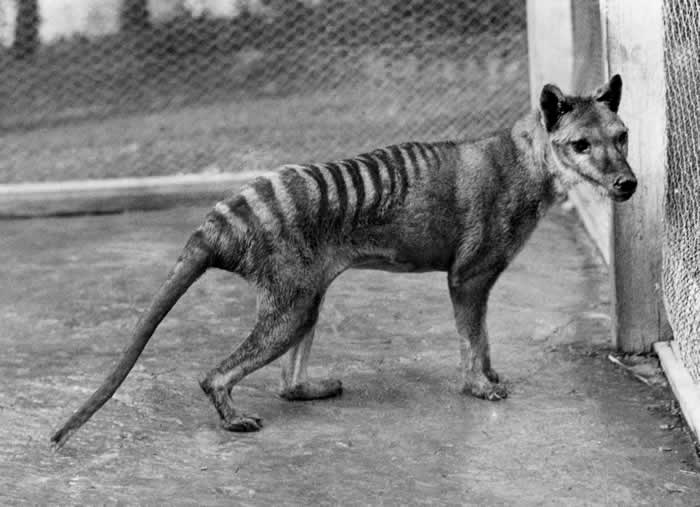
L'ultimo tilacino.

L'ultimo tilacino in cattività, invece, rimase un esemplare catturato nella Florentine Valley nel 1933 da tale Elias Churchill che venne ospitato allo zoo di Hobart. Nel maggio 1968 gli venne assegnato il nome "Benjamin", quando il sedicente allora guardiano dello zoo Frank Darby dichiarò che lo staff era solito appellare familiarmente in tal modo l'esemplare, sebbene non esistano prove al riguardo e anzi la curatrice dello zoo all'epoca Alison Reid e il pubblicista dello stesso Michael Sharland abbiano sempre smentito tale affermazione e addirittura dichiarato di non ricordare Darby come membro dello staff dello zoo. La voce è stata ampiamente diffusa dai media e la stessa Wikipedia ha riportato l'invenzione per anni. Lo stesso Darby ha inoltre sempre sostenuto che il presunto Benjamin fosse un maschio, mentre in base a quanto osservabile dalle foto dell'animale esso sarebbe stato in realtà una femmina: la questione è stata risolta solo recentemente, quando, dopo un'attenta analisi di un video risalente al 1933, in alcuni fotogrammi del terzo spezzone di riprese (previo ingrandimento e modifica di contrasto e esposizione) risulta chiaramente distinguibile lo scroto.
L'ultimo tilacino morì il 7 settembre 1936, rimanendo chiuso fuori dal suo alloggio per la notte e quindi patendo la grande escursione termica fra il giorno e la notte: paradossalmente, 59 giorni prima della morte (il 10 luglio 1936) il governo tasmaniano decretò in maniera ufficiale lo status di specie in pericolo di estinzione del tilacino. Tale ritardo è stato generalmente giustificato con difficoltà di carattere politico che provocavano il continuo slittamento del provvedimento.

"Benjamin" fu l'ultimo esemplare di tilacino ufficialmente osservato: sebbene si creda che la specie possa essere sopravvissuta nelle aree più remote dell'entroterra tasmaniano fino agli anni '60, e nonostante gli avvistamenti, le osservazioni di impronte e feci ascrivibili all'animale e l'ascolto di vocalizzazioni compatibili con quelle del tilacino, tutte le ricerche volte all'osservazione di eventuali animali superstiti, nonostante il consistente dispiego di mezzi, si sono sempre risolte in insuccessi. Nonostante ciò, la specie è stata dichiarata estinta dallo IUCN solo nel 1982 e dal governo della Tasmania nel 1986: questo perché gli standard internazionali impongono che, per poter sancire in maniera ufficiale l'estinzione di una specie, devono passare 50 anni dall'ultimo avvistamento confermato. Solo nel 2013, inoltre, il tilacino è stato rimosso dall'appendice I della CITES.

### Presunti avvistamenti
Esistono numerosi gruppi e organizzazioni di appassionati, o anche singoli, che continuano a cercare eventuali esemplari di tilacino ancora in vita nelle aree più remote della Tasmania, rifiutando di rassegnarsi a un'eventuale estinzione e scambiandosi pareri ed eventuali reperti su appositi forum.

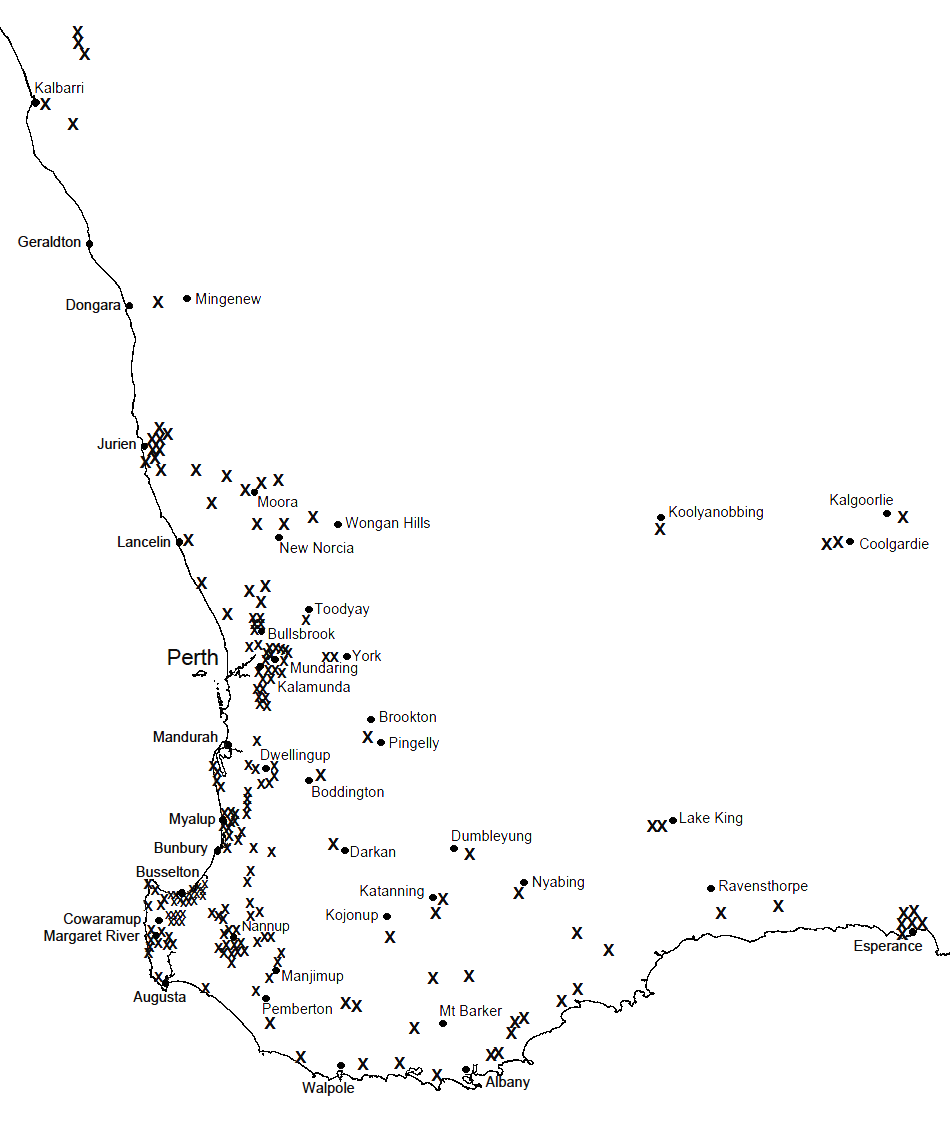
Mappa dei presunti avvistamenti di tilacino in Australia Occidentale.

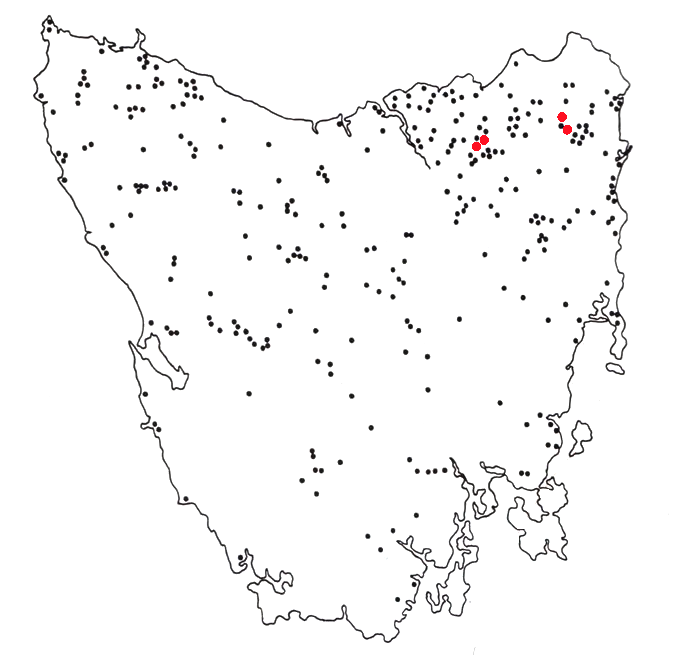
Mappa dei presunti avvistamenti di tilacino in Tasmania: i punti neri indicano avvistamenti singoli, i punti rossi indicano avvistamenti multipli.

L'ARFRA (Australian Rare Fauna Research Association) conta circa 3800 avvistamenti di tilacino fin dall'avvenuta estinzione della specie nel 1936: secondo altre fonti, gli avvistamenti ritenuti attendibili sarebbero 138 fino al 1998, di cui 65 in Australia Occidentale, oppure 360 in Tasmania e 269 in Australia continentale.
Con l'avvento dell'era del digitale, cominciarono ad apparire in circolazione numerose foto e video di presunti tilacini in Australia e Tasmania, oltre a numerosi avvistamenti, alcuni dei quali hanno goduto di grande rilevanza mediatica almeno in patria: fra i primi si registra un video di una decina di secondi girato in Australia Meridionale nel 1973, nel quale l'animale ripreso non può essere identificato con sicurezza a causa della scarsa qualità dell'immagine: una presunta osservazione di tre minuti del 1982 da parte del ricercatore Hans Naarding portò a estese ricerche (finanziate dal governo) nel settore nord-occidentale della Tasmania, durate un anno ma infruttuose. Tre anni dopo, nel 1985, la guida aborigena Kevin Cameron si rivelò in possesso di cinque fotografie scattate in Australia Occidentale, in cui era raffigurato quello che sembrava un tilacino intento a scavare. Nel gennaio del 1995 un guardacaccia osservò nelle prime ore del mattino quello che sembrava un tilacino a Pyengana, in Tasmania nord-orientale: le indagini seguite nella zona non mostrarono però alcuna traccia della presenza dell'animale. Nel 1997, alcuni missionari alle pendici del Puncak Jaya, in Irian Jaya, riportarono di aver osservato dei tilacini, avvistamenti confermati dagli indigeni, che affermarono di sapere da anni della presenza degli animali: nell'aprile del 2006, invece, il turista tedesco Klaus Emmerichs mostrò alcune fotografie digitali di un tilacino da lui avvistato nel febbraio del 2005 nel Parco nazionale del monte Cradle-lago St Clair, non sempre ritenute del tutto autentiche e attendibili.
Fin dal 1983, Ted Turner ha offerto centomila dollari a chiunque fosse in grado di fornire prove valide dell'esistenza di tilacini ancora in vita in Australia e Tasmania: nel 2000, tuttavia, tale ricompensa è stata ritirata. Anche The Bulletin, popolare giornale australiano, in occasione del centoventicinquesimo anniversario della testata nel 2005 si dichiarò disposto a offrire 1,25 milioni di dollari a chi fosse in grado di catturare un esemplare vivo e incolume di tilacino, mentre il tour operator Stewart Malcolm arrivò a offrire 1,75 milioni di dollari per un esemplare: va però detto che la cattura e la detenzione del tilacino sarebbero illegali ai sensi delle leggi predisposte per la protezione dell'animale.

## Clonazione

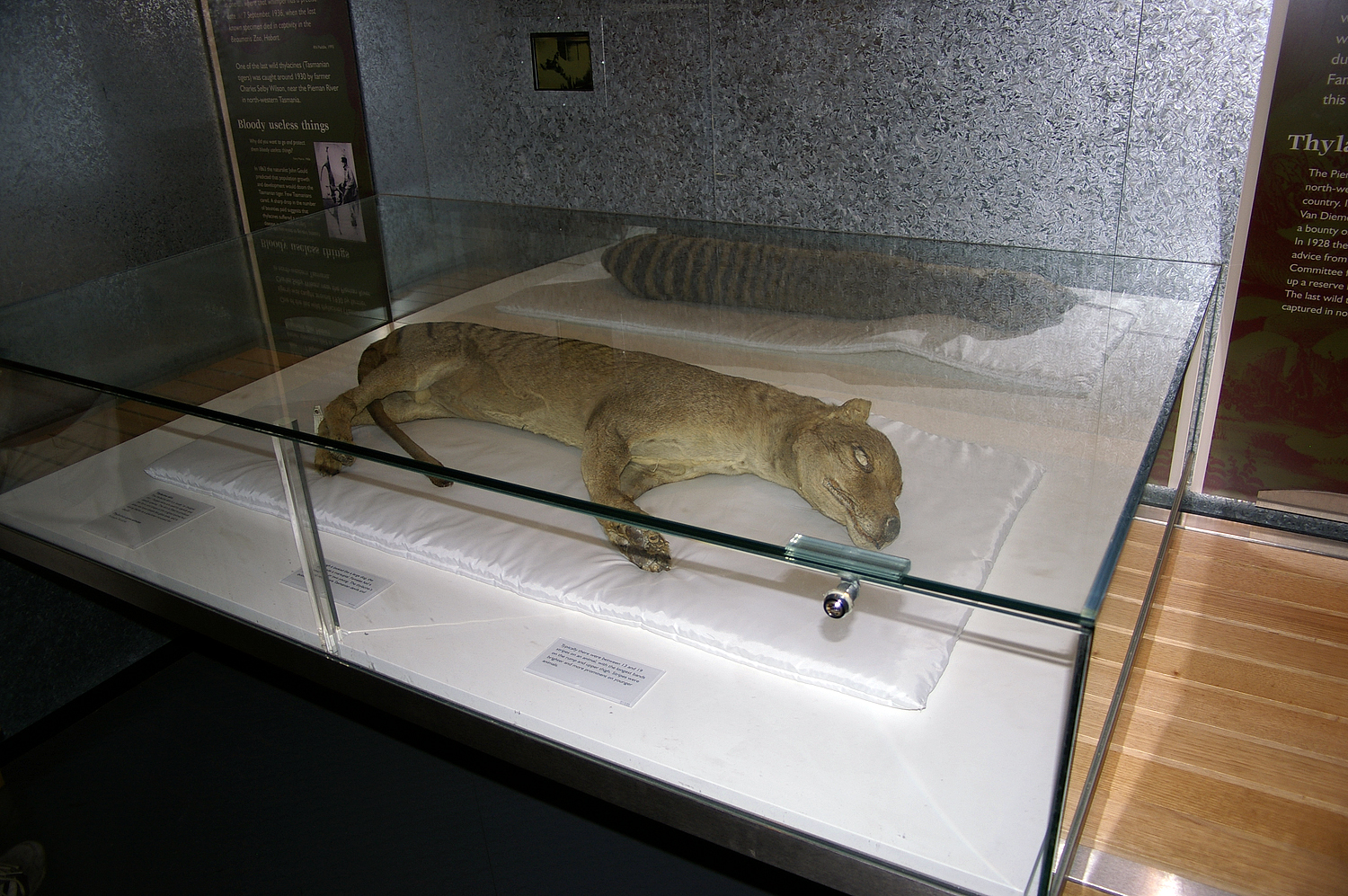
Giovane tilacino conservato al National Museum of Australia: a partire da resti del genere, gli studiosi hanno affermato che sarebbe possibile clonare questo animale.

Nel 1999 il professor Mike Archer dell'Australian Museum di Sydney annunciò pubblicamente l'avvio di un progetto di clonazione del Thylacinus. L'intenzione era quella di utilizzare campioni di DNA prelevati da reperti anatomici di cuccioli di tilacino conservati in etanolo risalenti ai primi anni del XX secolo per tentare la clonazione dell'animale e quindi la sua de-estinzione. L'ambizioso progetto, sottoposto al vaglio di esperti biologi molecolari, venne severamente criticato e giudicato irrealizzabile.
Alla fine del 2002 vennero estratti frammenti replicabili di DNA, ma il 15 febbraio 2005 il progetto venne abbandonato, in quanto il materiale genetico recuperato fu giudicato troppo danneggiato per poter essere utilizzato.
Tuttavia nel maggio 2005 il professor Micheal Archer della University of New South Wales, già direttore dell'Australian Museum e biologo evoluzionista, annunciò che il progetto sarebbe stato portato avanti da un gruppo di università interessate e da un centro di ricerca: appena un mese prima, dopo quattro anni di ricerca e catalogazione, era stato ultimato l'International Thylacine Specimen Database, un database completo di tutti i resti di tilacino conosciuti presenti in musei, università e collezioni private.
Nel 2008 i ricercatori Andrew J. Pask e Marilyn B. Renfree dell'università di Melbourne e Richard R. Behringer dell'università di Austin hanno annunciato di aver isolato dalla pelliccia di un esemplare adulto e dal corpo di alcuni piccoli, tutti conservati in etanolo, il gene Col2A1 enhancer, che ha il compito di assemblare la proteina che forma ossa e cartilagini del tilacino. Il gene è stato impiantato in alcuni topi di laboratorio e risulta funzionante: la ricerca ha rianimato la speranza di ricreare un giorno una popolazione di tilacini. Lo stesso anno un altro gruppo di ricercatori sequenziò con successo il DNA mitocondriale del tilacino a partire da due esemplari conservati in museo. Il loro successo apre la prospettiva del sequenziamento completo del DNA nucleare di questo animale a partire da esemplari da museo. Il loro risultato è stato pubblicato sulla rivista Genome Research nel 2009.
Ancora nel 2013 Mike Archer e Stewart Brand, in due interventi indipendenti fra loro alla conferenza TED, citavano il tilacino come possibile candidato alla de-estinzione.
Nel 2023, nel Museo Svedese di Storia Naturale di Stoccolma, fu estratto l'RNA del tilacino; è la prima volta per un animale estinto.

## Nella cultura di massa

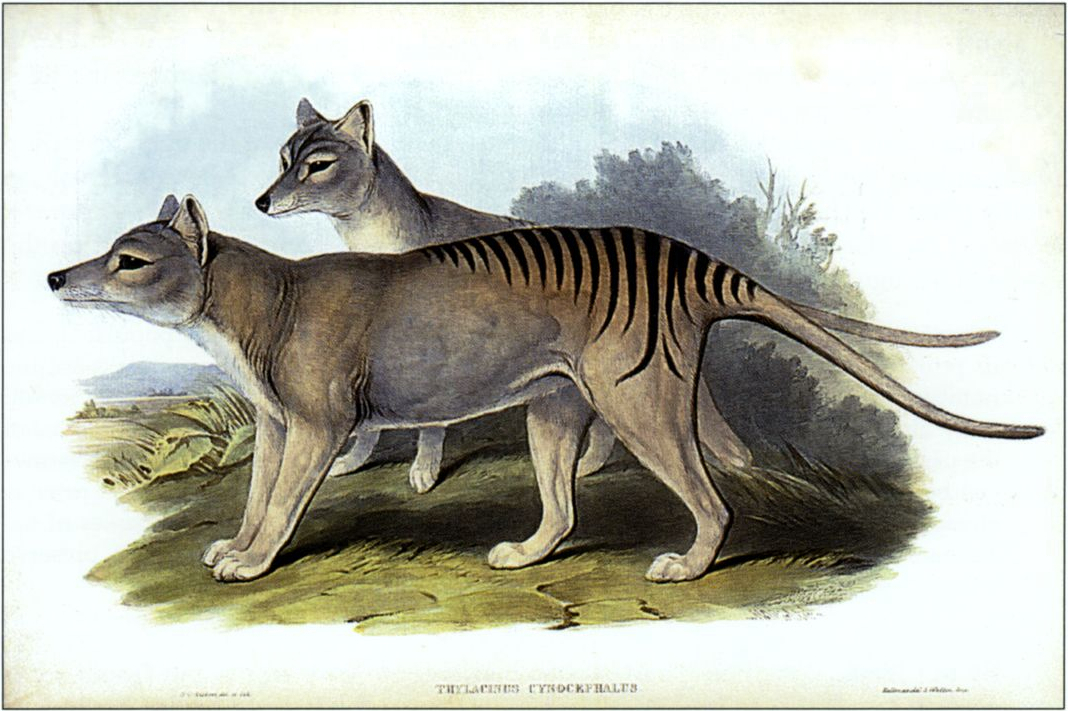
La famosa illustrazione di John Gould.

Lo stemma della Tasmania ha come sostegni due tilacini.

Il tilacino viene utilizzato molto spesso come simbolo della Tasmania, anche in loghi e stemmi: i tilacini sono i sostegni dello stemma della Tasmania e una versione stilizzata di questo animale è presente anche nel logo del governo tasmaniano, oltre che dal 1998 sulle targhe dei veicoli immatricolati in Tasmania, e nello stemma della città di Launceston. Il tilacino è anche la mascotte dell'università della Tasmania e del Tasmania cricket team ed è presente nello stemma del sottomarino della Royal Australian Navy HMAS Dechaineux.
Il tilacino è apparso inoltre sui francobolli di Australia, Guinea Equatoriale e Stati Federati di Micronesia.
Molte delle illustrazioni di tilacino comunemente utilizzate provengono dal libro The Mammals of Australia di John Gould, risalente al periodo 1845-1853, e sono utilizzate anche dal birrificio Cascade Brewery fin dal 1984.
Ty, protagonista della trilogia Ty la tigre della Tasmania, e Tiny Tiger, nerboruto personaggio della serie videoludica Crash Bandicoot sono entrambi tilacini, così come il nevrotico Wendell T. Wolf, personaggio della serie televisiva Tazmania, ultimo lupo della Tasmania vivente.
Nell'anime Flo la piccola Robinson, l'isola deserta è popolata da numerosi gruppi di tilacini, che aggrediscono e minacciano più volte la famiglia Robinson.
Nel fumetto Allen, parodia del film Alien scritta da Leo Ortolani, il tilacino si ritiene estinto a causa del suo bizzarro stile di guida.
In Howling III: Marsupials seguito del cult-movie di Joe Dante L'ululato è presentata una variante del lupo mannaro rappresentata come un tilacino mannaro.
Nel film The Hunter del 2011, ispirato all'omonimo romanzo di Julia Leigh, il tilacino è l'animale protagonista ricercato dai mercenari per conto di una multinazionale.
Nella serie TV Person of Interest (Stagione 5 episodio 7) un agente operativo della IA Samaritan espone l'ipotesi che la reintroduzione di questo animale in un ecosistema ormai differente potrebbe portare ad una catena di eventi con esito disastroso, motivo per cui intende convincere l'agente Shaw ad uccidere la ricercatrice che segue questo progetto, dando così prova di fedeltà alla "macchina-dio" giusta.
Il Giorno Nazionale delle Specie Minacciate in Australia, fin dalla sua istituzione nel 1996, cade il 7 settembre, giorno della morte dell'ultimo esemplare di tilacino osservato.
Nella quinta stagione della fiction Che Dio ci aiuti il personaggio di Azzurra vuole acquistare una cintura di tilacino, esemplare unico in quanto l'animale è già estinto.